# Phrynium venustum
Phrynium venustum là một loài thực vật có hoa trong họ Marantaceae. Loài này được I.M.Turner miêu tả khoa học đầu tiên năm 1998.